# Howard Valentine
Howard van Nostrand Valentine (Brooklyn, Nova York, 14 de desembre de 1881 - Manhattan, Nova York, 25 de juny de 1932) va ser un atleta estatunidenc que va córrer a primers del segle XX i que va prendre part en els Jocs Olímpics de 1904 i 1906.
El 1904 va participar en els Jocs Olímpics de Saint Louis en quatre proves. En la cursa de les 4 milles per equips guanyà la medalla d'or formant part de l'equip New York Athletic Club, junt amb Arthur Newton, George Underwood, Paul Pilgrim i David Munson. En els 800 metres guanyà la medalla de plata en quedar per darrere Jim Lightbody, mentre que en els 1500 metres quedà entre la 7a posició. També participà en els 400 metres, desconeixent-se la posició exacta en què finalitzà.
Dos anys més tard, el 1906, participà en els Jocs Intercalats en les proves dels 400 i els 800 metres.

## Millors marques
- 400 metres. Desconegut
- 800 metres. 1' 56,2", el 1904
- 1500 metres. 4' 09,4", el 1904[1]